# 吃蘋果之歌
吃苹果之歌是以《偶像大師 灰姑娘女孩》的角色辻野朱里為形象創作的歌曲，於2020年1月11日上傳至Niconico動畫。全曲長35秒。這首歌曲在一般社交媒體上成了一時熱話。

## 歌曲內容
山形縣蘋果農家出身的偶像辻野朱里在吃苹果之歌當中，藉著不斷唱出跟「吃蘋果」有關的歌詞，來宣傳當地出產的蘋果，並介紹了於遊戲中登場的吉祥物「蘋果郎」。表示，他在創作這首歌曲時，會特地強調辻野朱里「在網上查了一下就認為都市人會在語尾加入『的果』」的角色設定。

## 影響

### 衍生作品
2020年1月12日，Niconico動畫上出現了吃苹果之歌的首部衍生作品——吃蘋果之歌（伴奏版）。同月14日，taiga上傳了一段影片，當中把《偶像大師 灰姑娘女孩》的動畫主題曲Star!!跟吃苹果之歌混在一起。他的作品隨即吸引不少網民的目光。在1月11日至2月下旬，亦即「第一次蘋果熱潮」爆發時，Niconico上總計出現了約30部跟吃苹果之歌有關的衍生作品。
2月24日，Niconico動畫的創作者在該站上發表衍生作品吃蘋果的宇多田，於當中為宇多田光的單曲traveling配上《吃蘋果之歌》的歌詞，引發「第二次蘋果熱潮」。它確立了「為已有樂曲配上吃苹果之歌歌詞」的創作手法。之後的二次創作者亦會在作品中用到人力VOCALOID或AI歌聲合成軟件NEUTRINO。3月1日，吃苹果之歌的原作者上傳了另一部作品《關於〈吃蘋果之歌〉》（たべるんごのこのうた），吸引創作者創作更多的二次作品。
4月16日，Niconico上已有超過1000部加上「吃蘋果之歌」標籤的影片。有關數字在5月31日上升至超過2100部。
4月14日，歌手管原進公開自己翻唱吃苹果之歌的影片。4日後，日本广播协会的前自由播報員登坂淳一亦上傳自己朗讀吃苹果之歌歌詞的影片。

### 對角色的影響
辻野朱里虽然是2018年於《偶像大師 灰姑娘女孩》中登場的新角色，但当时尚未獲得「付聲」的資格。
不過到了2020年，這個角色的人氣因為吃苹果之歌所帶動的熱潮而推高，使之在同年5月21日發表的「偶像大师灰姑娘女孩选拔赛」結果中，以2211萬9341票奪得付声排行榜首位，获得「付聲」的资格。一些報導因此把她的經歷比作「灰姑娘」。

### 流行語大獎
吃苹果之歌在Pixiv百科和Niconico大百科合辦的2020年度「網絡流行語100」大獎中，奪得「年度獎排行榜」第7位，同時贏得「Niconico獎」（由Niconico用戶選出）。
吃苹果之歌亦在Get通信的「2020年上半年互聯網流行語大獎」中獲得金獎。不過來到「2020年互聯網流行語大獎」則排在第4位——這剛好跟山形縣於日本國內的蘋果出產量排名一致。它因此成為網民的一時熱話。

## 外部連結
- Niconico動畫上的たべるんごのうた （页面存档备份，存于）